# Nekrolog 1537
Nekrolog
◄◄
| ◄
| 1533
| 1534
| 1535
| 1536
| 1537 | 1538 | 1539 | 1540 | 1541 | ► | ►►
Weitere Ereignisse | Allgemeiner Nekrolog 1537
Die Beschreibung der verstorbenen Person sollte so kurz wie möglich gehalten sein und nur deren signifikante Tätigkeit(en) enthalten.
Neue Namen ggf. auch unter dem Geburts- und Sterbedatum, also etwa unter 1. Januar und im Geburts- und Sterbejahr (2024) eintragen (nur bei entsprechender großer Wichtigkeit). Für Beispiele siehe die schon vorhandenen Artikel.
Außerdem über die fünf zuletzt Verstorbenen, zu denen es einen ausreichend guten Artikel für eine Präsentation auf der Hauptseite gibt, nach der todesbedingten Überarbeitung der Artikel ggf. auch unter Wikipedia Diskussion:Hauptseite informieren und sie am besten auch in den anderen Wikipedia-Sprachversionen eintragen. Tipp: Regelmäßig bei news.google.de nach „ist tot“, „gestorben“ oder „verstorben“ suchen.
Wenn eine Person gestorben ist, gibt es viele Seiten zu dieser Person in der Wikipedia, die davon auch betroffen sind und entsprechend aktualisiert werden müssen. Beispiele: Namenübersichtsseite, Geburtsjahr, Geburtsort-Seiten und viele mehr.
Wie finde ich die betroffenen Seiten?
Im Suchfeld auf der linken Seite gibt man den Suchbegriff so ein: „Vorname Nachname“. Dann klickt man auf Volltext und alle Seiten mit entsprechendem Suchtext werden aufgerufen. Hier sieht man dann schnell, wo auch das Todesjahr Sinn macht oder sogar ein Teil des Artikels angepasst werden muss. Auch hilft das „Werkzeug“ auf der linken Seite sehr gut, um solche Seiten aufzufinden: „Links auf diese Seite“. Somit ist die Wikipedia wieder aktuell in allen Bereichen! Hinweis: bei Eintragung der Kategorie „Gestorben JAHR“ wird der Missbrauchsfilter 49 ausgelöst, was jedoch nicht schlimm ist. Siehe: Spezial:Missbrauchsfilter/49
Dies ist eine Liste von im Jahr 1537 verstorbenen bekannten Persönlichkeiten. Die Einträge erfolgen innerhalb der einzelnen Daten alphabetisch sortiert. Tiere sind im Nekrolog für Tiere zu finden.

## Januar
| Tag        | Name                       | Beruf, bekannt als                               | Alter | Beleg |
| ---------- | -------------------------- | ------------------------------------------------ | ----- | ----- |
| 6. Januar  | Alessandro de’ Medici      | Duca della città di Penna und Herzog von Florenz | 26    |       |
| 10. Januar | Maria Xipaguazin Moctezuma | aztekische Prinzessin                            |       |       |
| 11. Januar | Johann von Sachsen         | Erbprinz von Sachsen                             | 38    |       |
| 12. Januar | Lorenzo di Credi           | Maler                                            |       |       |

## Februar
| Tag         | Name                                   | Beruf, bekannt als                                             | Alter | Beleg |
| ----------- | -------------------------------------- | -------------------------------------------------------------- | ----- | ----- |
| 2. Februar  | Johannes Carion                        | deutscher Astrologe, Mathematiker und Historiker               | 37    |       |
| 3. Februar  | Thomas FitzGerald, 10. Earl of Kildare | irischer Adliger und Rebell                                    |       |       |
| 8. Februar  | Hieronymus Ämiliani                    | Ordensgründer und Heiliger                                     |       |       |
| 8. Februar  | Otto von Pack                          | Rat des Herzogs Georg von Sachsen                              |       |       |
| 14. Februar | Johannes Brenner von Löwenstein        | Generalvikar in Speyer, Domherr zu Speyer, Worms und Eichstätt |       |       |
| 21. Februar | Girolamo Accoramboni                   | italienischer Mediziner und Philosoph                          |       |       |
| 23. Februar | Galeazzo Flavio Capella                | italienischer Schriftsteller und Staatsmann                    | 49    |       |
| 26. Februar | Clemens Sender                         | Augsburger Geschichtsschreiber und Benediktiner                | 61    |       |
| Februar     | George Athequa                         | römisch-katholischer Bischof von Llandaff                      |       |       |

## März
| Tag      | Name                               | Beruf, bekannt als | Alter | Beleg |
| -------- | ---------------------------------- | ------------------ | ----- | ----- |
| 25. März | Charles de Bourbon, duc de Vendôme | Herzog von Vendôme | 47    |       |

## April
| Tag       | Name                 | Beruf, bekannt als                                                     | Alter | Beleg |
| --------- | -------------------- | ---------------------------------------------------------------------- | ----- | ----- |
| 5. April  | Moritz Ebeling       | deutscher römisch-katholischer Geistlicher und Domherr am Lübecker Dom |       |       |
| 23. April | Henricus Münstermann | deutscher Priester, Abt des Klosters Marienfeld                        |       |       |

## Mai
| Tag     | Name                                    | Beruf, bekannt als                                                  | Alter | Beleg |
| ------- | --------------------------------------- | ------------------------------------------------------------------- | ----- | ----- |
| 10. Mai | Andrzej Krzycki                         | polnischer Erzbischof und Schriftsteller der Renaissance            | 54    |       |
| 24. Mai | Sophie von Brandenburg-Ansbach-Kulmbach | Prinzessin von Brandenburg-Ansbach, Herzogin von Liegnitz und Brieg | 52    |       |

## Juni
| Tag      | Name                                  | Beruf, bekannt als                                 | Alter | Beleg |
| -------- | ------------------------------------- | -------------------------------------------------- | ----- | ----- |
| 2. Juni  | Francis Bigod                         | englischer Adliger                                 |       |       |
| 9. Juni  | Louis II. d’Orléans-Longueville       | Großkammerherr von Frankreich, Pair von Frankreich | 27    |       |
| 23. Juni | Pedro de Mendoza                      | spanischer Konquistador                            |       |       |
| 30. Juni | Thomas Darcy, 1. Baron Darcy de Darcy | englischer Staatsmann                              |       |       |

## Juli
| Tag      | Name                        | Beruf, bekannt als           | Alter | Beleg |
| -------- | --------------------------- | ---------------------------- | ----- | ----- |
| 1. Juli  | Mauritius Ferber            | Fürstbischof von Ermland     |       |       |
| 7. Juli  | Madeleine von Frankreich    | Königin von Schottland       | 16    |       |
| 7. Juli  | Reiner von Velen            | Domherr in Münster           |       |       |
| 12. Juli | Robert Aske                 | englischer Jurist            |       |       |
| 15. Juli | Margarethe von Ostfriesland | Gräfin von Waldeck-Wildungen | 37    |       |

## August
| Tag        | Name                         | Beruf, bekannt als                                                         | Alter | Beleg |
| ---------- | ---------------------------- | -------------------------------------------------------------------------- | ----- | ----- |
| 5. August  | Paolo Emilio Cesi            | italienischer Kardinal                                                     |       |       |
| 11. August | Diego Ramírez de Villaescusa | Bischof von Málaga und Cuenca                                              | 77    |       |
| 14. August | Peter Swyn                   | deutscher Anführer der Bauernrepublik Dithmarschen                         |       |       |
| 23. August | Hartmann Maurus              | deutscher Jurist                                                           |       |       |
| 23. August | Thomas Murner                | katholischer Publizist und Dichter                                         | 61    |       |
| August     | Vannoccio Biringuccio        | italienischer Ingenieur, Architekt, Büchsenmacher und angewandter Chemiker |       |       |

## September
| Tag           | Name                   | Beruf, bekannt als                                                                  | Alter | Beleg |
| ------------- | ---------------------- | ----------------------------------------------------------------------------------- | ----- | ----- |
| 4. September  | Johann Dietenberger    | deutscher Theologe                                                                  |       |       |
| 5. September  | Otmar Nachtgall        | deutscher Humanist, Theologe, Übersetzer und Musiker                                |       |       |
| 7. September  | Nikolaus von Schönberg | deutscher Erzbischof, Theologe                                                      | 65    |       |
| 7. September  | Adam Werner von Themar | Theologieprofessor, Dichter, Humanist und Erzieher des Kurfürsten Ludwig V. (Pfalz) |       |       |
| 24. September | Eberhard Ovelacker     | deutscher Soldat und Landsknechtsführer                                             |       |       |
| 24. September | Jean Ruel              | französischer Humanist, Arzt und Botaniker                                          |       |       |
| 24. September | Jürgen Wullenwever     | Bürgermeister der Hansestadt Lübeck (1533–1535)                                     |       |       |

## Oktober
| Tag         | Name                           | Beruf, bekannt als                           | Alter | Beleg |
| ----------- | ------------------------------ | -------------------------------------------- | ----- | ----- |
| 9. Oktober  | Hans Cranach                   | deutscher Maler                              |       |       |
| 12. Oktober | Reinhard von Hanau-Lichtenberg | deutscher Geistlicher                        | 43    |       |
| 13. Oktober | Johann VII. von Schleinitz     | Bischof von Meißen                           |       |       |
| 16. Oktober | Françoise de Foix              | Mätresse des französischen Königs Franz I.   |       |       |
| 18. Oktober | Agostino Spinola               | italienischer Kardinal                       |       |       |
| 20. Oktober | Sebastian von Diesbach         | Schultheiss von Bern                         | 56    |       |
| 20. Oktober | Karl Dorn                      | deutscher Benediktiner und Abt               |       |       |
| 24. Oktober | Jane Seymour                   | britische Hofdame, Gattin von Heinrich VIII. |       |       |
| 31. Oktober | Thomas Howard                  | Mitglied des englischen Adels                |       |       |
| Oktober     | Ludovico Lodron                | Landknechtsführer in habsburgischen Diensten |       |       |

## November
| Tag          | Name                           | Beruf, bekannt als                                  | Alter | Beleg |
| ------------ | ------------------------------ | --------------------------------------------------- | ----- | ----- |
| 9. November  | Quirin op dem Veld von Willich | Weihbischof in Köln                                 |       |       |
| 21. November | Giovanni Piccolomini           | Kardinal der katholischen Kirche                    | 62    |       |
| 22. November | Pompeius Occo                  | niederländischer Bankier und Großkaufmann, Humanist |       |       |

## Dezember
| Tag          | Name                    | Beruf, bekannt als                                                 | Alter | Beleg |
| ------------ | ----------------------- | ------------------------------------------------------------------ | ----- | ----- |
| 14. Dezember | Mattheus Packebusch     | deutscher Jurist, Syndicus und Bürgermeister der Hansestadt Lübeck |       |       |
| 21. Dezember | Robert III. de La Marck | Marschall von Frankreich                                           |       |       |

## Datum unbekannt
| Tag | Name                 | Beruf, bekannt als                                                                          | Alter | Beleg |
| --- | -------------------- | ------------------------------------------------------------------------------------------- | ----- | ----- |
|     | Symphorian Altbießer | Theologe und Reformator                                                                     |       |       |
|     | Juan de Ayolas       | spanischer Conquistador                                                                     |       |       |
|     | Jörg Breu der Ältere | deutscher Maler                                                                             |       |       |
|     | Hinrich Castorp      | Ratsherr der Hansestadt Lübeck                                                              |       |       |
|     | Lutke von Dassel     | deutscher Patrizier, Bürgermeister von Lüneburg                                             |       |       |
|     | Heinrich Ehinger     | deutscher Kaufmann und Konquistador, wesentlich Beteiligter am Erwerb der Kolonie Venezuela |       |       |
|     | Paul Hofhaimer       | österreichischer Komponist                                                                  |       |       |
|     | Jakob Kaltwetter     | Ratsmitglied, Beauftragter der Verwaltung und Richter                                       |       |       |
|     | Petar Kružić         | kroatischer Nationalheld                                                                    |       |       |
|     | Alfonso Lombardi     | italienischer Bildhauer                                                                     |       |       |
|     | Michael Meurer       | lutherischer Theologe, Kirchenliedkomponist und Reformator                                  |       |       |
|     | Georg Rösler         | Bürgermeister von Görlitz                                                                   |       |       |
|     | Tashiro Sanki        | japanischer Mediziner der Sengoku-Zeit                                                      |       |       |
|     | Antonio Tebaldeo     | italienischer Dichter                                                                       |       |       |
|     | Philipp Volland      | Kaufmann, Vogt und württembergischer Politiker                                              |       |       |
|     | Jorge de Meneses     | portugiesischer Seefahrer                                                                   |       |       |